# Elias Kuosmanen
Matti Elias Kuosmanen (ur. 2 września 1995) – fiński zapaśnik walczący w stylu klasycznym. Olimpijczyk z Tokio 2020, gdzie zajął szesnaste miejsce w kategorii 130 kg. 
Jedenasty na mistrzostwach świata w 2019. Brązowy medalista mistrzostw Europy w 2018 i 2019. Trzynasty na igrzyskach europejskich w 2019. Zdobył dwa medale na mistrzostwach nordyckich w latach 2013 – 2016. Wicemistrz igrzysk wojskowych w 2019. Mistrz świata wojskowych w 2018 i 2025; trzeci w 2017. 
Wicemistrz świata U-23 w 2017, a także Europy U-23 w 2017 roku.